# Hippuridetum vulgaris
Zespół przęstki pospolitej, zespół formy lądowej przęstki pospolitej (Hippuridetum vulgaris) – syntakson w randze zespołu budowany przez słodkowodny makrofit: przęstkę pospolitą (w jej formie nadwodnej – lądowej lub wynurzonej). Należy do klasy zespołów szuwarowych Phragmitetea. Ze względu na podobieństwo zajmowanych siedlisk przez przęstkę pospolitą i ponikło błotne, niegdyś włączany do zespołu Heleochareto-Hippuridetum vulgaris=Eleocharito palustris-Hippuridetum. Pozycja syntaksonomiczna jest nie do końca ustalona.

## Charakterystyka
Niski szuwar zajmujący stosunkowo płytkie (kilkadziesiąt cm głębokości), okresowo wysychające wody stojące różnych typów zbiorników, np. starorzecza. Zespół cechuje się nieznaczną produkcją biomasy i odgrywa mało istotną rolę w lądowaceniu zbiorników wodnych.
Występowanie
Zbiorowisko rzadkie. W Polsce opisano kilka stanowisk.
Charakterystyczna kombinacja gatunków
ChAss. : przęstka pospolita (Hippuris vulgaris).
ChAll. : tatarak zwyczajny (Acorus calamus), sitowiec nadmorski (Bulboschoenus maritimus), łączeń baldaszkowy (Butomus umbellatus), kropidło wodne (Oenanthe aquatica), rzepicha ziemnowodna (Rorippa amphibia), strzałka wodna (Sagittaria sagittifolia), oczeret jeziorny (Schoenoplectus lacustris), jeżogłówka pojedyncza (Sparganium emersum), jeżogłówka gałęzista (Sparganium erectum).
ChCl. : żabieniec babka wodna (Alisma plantago-aquatica), ponikło błotne (Eleocharis palustris), skrzyp bagienny (Equisetum fluviatile), manna mielec (Glyceria maxima), trzcina pospolita (Phragmites australis), szczaw lancetowaty (Rumex hydrolapathum), oczeret Tabernemontana (Schoenoplectus tabernaemontani), marek szerokolistny (Sium latifolium), pałka szerokolistna (Typha latifolia).
Typowe gatunki
Charakterystyczna kombinacja gatunków zbiorowiska ma znaczenie dla diagnostyki syntaksonomicznej, jednak nie wszystkie składające się na nią gatunki występują często. Dominantem jest przęstka pospolita. Inne częściej występujące gatunki to: oczeret jeziorny, szczaw lancetowaty, trzcina pospolita, rzęsa trójrowkowa, bobrek trójlistkowy.